# Cyathea gleichenioides
Cyathea gleichenioides är en ormbunkeart som beskrevs av Carl Frederik Albert Christensen. Cyathea gleichenioides ingår i släktet Cyathea och familjen Cyatheaceae. Inga underarter finns listade.